# 메우 리즈보아
메우 리즈보아 아우베스(Mel Lisboa Alves, 1982년 1월 17일 ~ )는 브라질의 배우이다.